# Kania eugenioides
Kania eugenioides är en myrtenväxtart som beskrevs av Rudolf Schlechter. Kania eugenioides ingår i släktet Kania och familjen myrtenväxter. Inga underarter finns listade i Catalogue of Life.